# No.3.
No.3. treći je studijski album zagrebačkog hard rock sastava Hard Time, kojeg 2006. godine objavljuje diskografska kuća Croatia Records.

## O albumu
Nakon gotovo polugodišnjeg snimanja i dugih priprema Hard Time 2006. godine objavljuje svoj treći studijski album pod nazivom No.3. Materijal na album sadrži 15 novih pjesama, a po prvi puta Hard Time snima duet s mladom pjevačicom Eminom Arapović u pjesmi "Radostan dan". Album je najavio singl "Ništa ili sve", koji je zauzeo visoka mjesta na hrvatskim top ljestvicama. U sastavu je došlo do promjena, pa je umjesto Deana Oreškovića na mjesto basiste došao Dario dok je Tonia na solo gitari zamijenio Ivan Mihaljević - Miha. Promocija albuma popraćena je s velikim interesom publike i kritike, a veliki zagrebački koncert u klubu "Boogaloo" sniman je audio i video za neko od budućih izdanja. 
Zanimljivosti
- U tijeku snimanja Hard Time dobiva poziv da nastupi na najvećem europskom hard & heavy festivalu "Wacken Open Air" u Njemačkoj gdje se 6. kolovoza 2005. godine pojavljuju kao jedini hrvatski sastav ikada i osim sjajne reakcije publike dobivaju i laskave kritike.

- Singl "Deja vu", za koji je spot sniman u Americi, dobiva sjajne kritike, a Hard Time 11. rujna 2006. godine prima "Fender-Mega muzika" nagradu za najbolji hard rock album.

## Popis pjesama
| Br. | Skladba             | Tekstopisac                  | Skladatelj    | Trajanje |
| --- | ------------------- | ---------------------------- | ------------- | -------- |
| 1.  | »Ja mogu sve«       | Gordan Penava                | Gordan Penava |          |
| 2.  | »Prljavi grad«      | Gordan Penava                | Gordan Penava |          |
| 3.  | »Radostan dan«      | Gordan Penava                | Antun Lović   |          |
| 4.  | »Kao u lošoj priči« | Gordan Penava                | Gordan Penava |          |
| 5.  | »Ništa il' sve«     | Gordan Penava                | Gordan Penava |          |
| 6.  | »Deja vu«           | Gordan Penava                | Gordan Penava |          |
| 7.  | »Budi to što jesi«  | Gordan Penava                | Gordan Penava |          |
| 8.  | »Hej«               | Gordan Penava                | Gordan Penava |          |
| 9.  | »Đavolji sin«       | Gordan Penava                | Gordan Penava |          |
| 10. | »Zombie«            | Gordan Penava/Nenad Mlinarić | Antun Lović   |          |
| 11. | »S druge strane«    | Gordan Penava                | Gordan Penava |          |
| 12. | »Još ovaj put«      | Gordan Penava                | Gordan Penava |          |
| 13. | »New Orleans«       | Gordan Penava                | Gordan Penava |          |

### Bonus pjesme
| Br. | Skladba     | Autor | Trajanje |
| --- | ----------- | ----- | -------- |
| 1.  | »Open mind« |       |          |
| 2.  | »Crush«     |       |          |

### Bonus video spotovi
| Br. | Skladba            | Autor | Trajanje |
| --- | ------------------ | ----- | -------- |
| 1.  | »Budi to što jesi« |       |          |
| 2.  | »Ništa il' sve«    |       |          |

## Izvođači
- Gordan "Pišta" Penava – vokal, gitara
- Ivan Mihaljević - Miha – gitara, prateći vokal
- Nenad "Mlinka" Mlinarić – bubnjevi, prateći vokal
- Dario – bas-gitara, prateći vokal